# 川上竜平
川上 竜平（かわかみ りゅうへい、1993年5月8日 - ）は、沖縄県那覇市出身の元プロ野球選手（外野手）。右投右打。現在はパーソナルトレーナーとして活動している。

## 来歴

### プロ入り前
小学3年生の時に仲井真ライオンズで野球を始め、小学6年生の時には3番捕手として全国大会ベスト16まで勝ち上がっている。中学校では那覇国際ポニーズに所属し、捕手として全国大会にも出場している。
光星学院高時代は1年生ながら夏の大会でベンチ入りし、秋からの新チーム体制では4番を任せられる事もあった。2年春からは投手としての練習も開始し、主将となった2年秋には青森大会優勝、東北大会準優勝を果たした。
3年春の第83回選抜高等学校野球大会では、2回戦で智弁和歌山に2-3で敗れる。3年夏の第93回全国高等学校野球選手権大会では、ランニングホームランを含む3本の本塁打を放ち、プロの注目を集めた。初戦となった2回戦の専大玉名戦では、ランニングホームランと満塁ホームランを記録。一人の選手が甲子園の同じ試合で同時に記録するのは史上初の出来事だった。チームは創部初、青森県勢としては42年振りの決勝に勝ち進むも、日大三高に0-11で敗退し準優勝に終わった。高校通算本塁打は27本、うち15本を3年生になってから放った。
2011年のプロ野球ドラフト会議で、東京ヤクルトスワローズから1巡目で指名。最初に指名した高橋周平の独占交渉権を重複指名による抽選で逃した末の再指名であったが、契約金7500万円、年俸720万円（金額は推定）という条件で入団に至ると、内野手として登録された。なお、入団当初の背番号には、かつて池山隆寛が着用していた「36」が充てられた。

### ヤクルト時代
2012年は、3月中旬に左手の甲を痛めて出遅れたが、イースタン・リーグ公式戦には44試合へ出場。打率.175（103打数18安打）、1本塁打、6打点という成績を残した。なお、前述のように内野手として登録されたものの、公式戦では外野の守備にしか就かなかった。
2013年は、イースタン・リーグ公式戦で打率.267、14打点を記録したが、本塁打は1本も打てず、二軍のレギュラーを取るまでには至らなかった。
2014年は、イースタン・リーグ公式戦76試合に出場したが、打率.190（216打数41安打）、1本塁打、16打点という成績に終わった。
2015年二軍の野手陣に故障者が続出したことから、6月以降は本格的に内野手へ転向。イースタン・リーグ公式戦では、本職の外野のほかに、遊撃や二塁の守備に就くこともあった。通算では95試合に出場したが、打率.204（265打数54安打）、3本塁打、18打点という成績にとどまった。
2016年は、イースタン・リーグ公式戦82試合に出場したが、打率.189（159打数30安打）、11打点という成績で、本塁打は1本も打てなかった。入団以来一軍公式戦への出場機会がないまま、10月1日に球団から戦力外通告を受けた。12月2日、自由契約公示された。

### ヤクルト退団後
NPB他球団での現役続行を希望し、2016年11月12日には甲子園球場で開催の12球団合同トライアウトに参加した。
2019年12月にパーソナルジム「スマイルワークアウト」を開業した。
2020年にYouTuberのクーニンが持つ軟式野球チームであるクーニンズに体験入団し、12月に正式入団した。背番号は12。

## 選手としての特徴
遠投115メートルの強肩で、高校時代は投手として140キロ中盤のストレートを投げていた。

## 詳細情報

### 年度別打撃成績
- 一軍公式戦出場なし

### 背番号
- 36 （2012年 - 2015年）
- 69 （2016年）